# Emerenz Meier

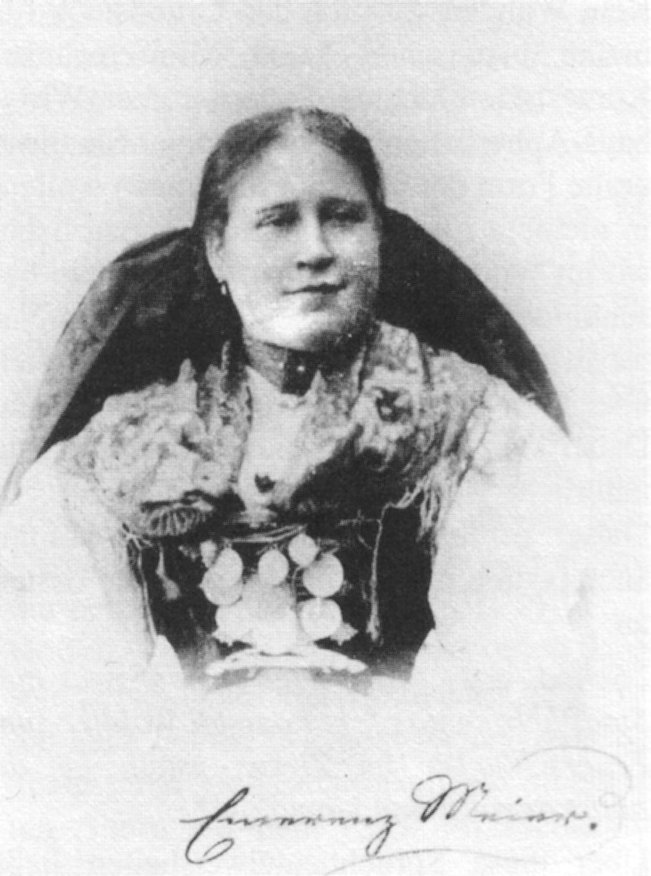
Emerenz Meier vor 1925

Emerenz Meier (* 3. Oktober 1874 in Schiefweg, heute Gemeindeteil von Waldkirchen/Niederbayern; † 28. Februar 1928 in Chicago, Illinois) war eine deutsche Schriftstellerin. Neben Lena Christ gilt sie als die bedeutendste bayerische Volksdichterin.

## Leben

### Im Bayerischen Wald

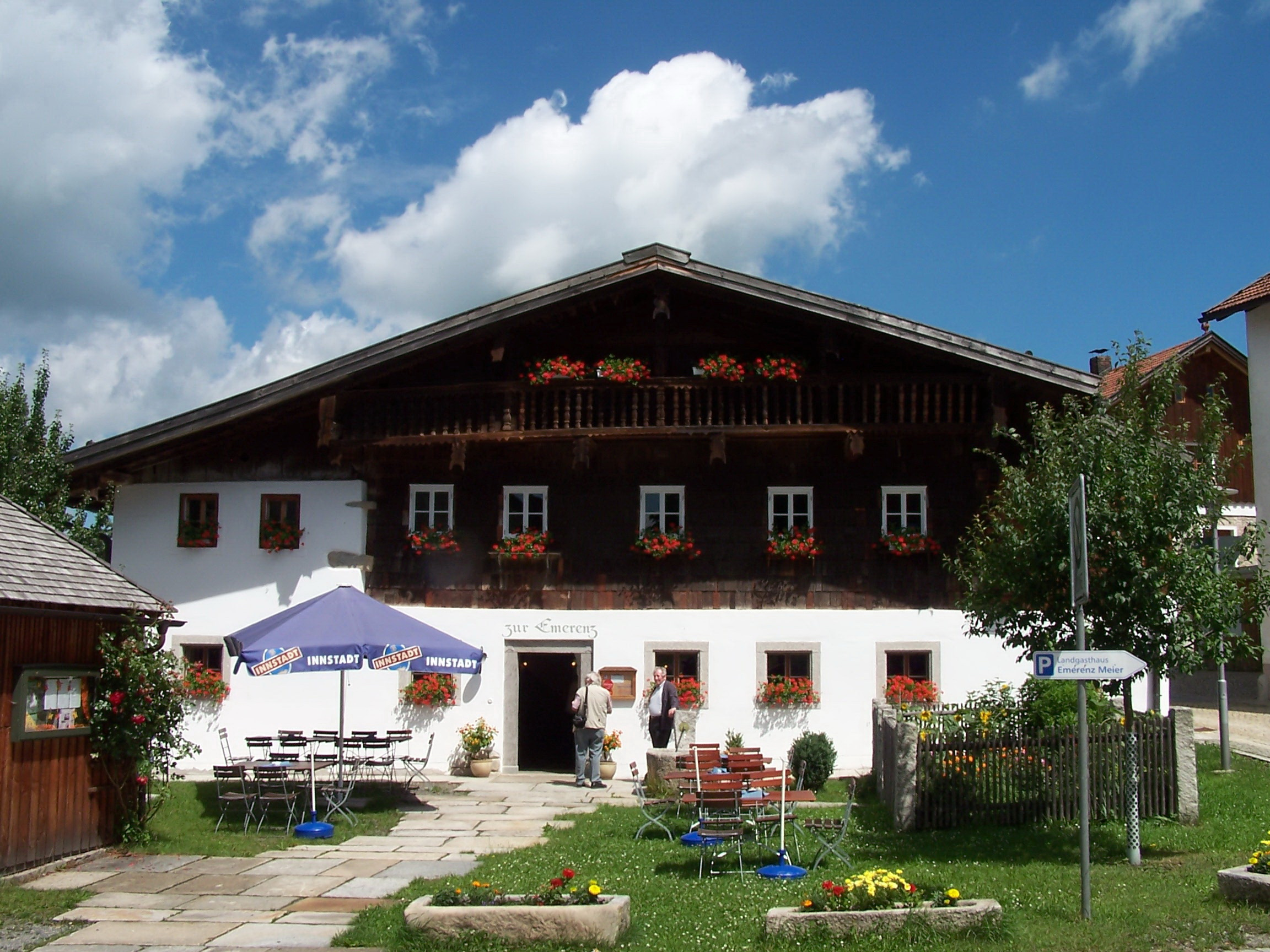
Geburtshaus im Waldkirchener Gemeindeteil Schiefweg

Die 1874 in Schiefweg geborene Emerenz Meier begann schon als Kind über ihre Heimat Niederbayern zu schreiben. Sie war die Tochter der Emerenz Meier, geborene Raab, und des Landwirts, Viehhändlers und Gastwirts Josef Meier. Sie war eine sehr gute Schülerin und verfasste schon sehr früh kleine Geschichten und Gedichte. Sie lebte und arbeitete auf dem elterlichen Bauernhof und half auch als Bedienung in der Wirtsstube.
Im Jahr 1893 wurde in der Passauer Donau-Zeitung ihre erste Erzählung Der Juhschroa veröffentlicht, die sie heimlich eingesandt hatte. Im Herbst 1896 erschien im ostpreußischen Königsberg ihr erstes und einziges Buch Aus dem bayrischen Wald. Der Schriftsteller Hans Carossa las es und besuchte daraufhin im Herbst 1898 Emerenz Meier zu Fuß in Schiefweg. In seinem 1941 im Insel Verlag erschienenen Buch Das Jahr der schönen Täuschungen hat er diese Fußwanderung und den anschließenden Aufenthalt auf dem Hof der Meiers literarisch verarbeitet.
Die Dichterin war eine regionale Berühmtheit geworden. Ihre Fotografie in Tracht wurde 1898 vom Erfinder der Ansichtskarte, Alphons Adolph aus Passau, zusammen mit dem Foto ihres Geburtshauses als „Gruß aus Waldkirchen“ vertrieben.

### In Chicago
Zu Ende des Jahrhunderts wanderte der Vater wegen der zunehmend schwierigen wirtschaftlichen Lage mit einigen Familienangehörigen in die USA aus. Im März 1906 folgte Emerenz Meier mit ihrer Mutter nach einem Intermezzo als Wirtin in Passau und Schriftstellerin in München dem ausgewanderten Vater und ihren Schwestern nach. Emerenz siedelte sich in Chicago im deutschen Viertel an. Der erhoffte persönliche wirtschaftliche Aufschwung stellte sich jedoch nicht ein. Im Jahr 1907 heiratete Emerenz Meier Josef Schmöller, der ein Landsmann aus dem Bayerischen Wald und ebenfalls ausgewandert war. Im Jahr 1908 kam ein Sohn zur Welt. Ihr Mann starb 1910 an Tuberkulose. Anfangs hielt Emerenz Meier noch Vorträge in deutschen Vereinen und verfasste Kurzgeschichten und Gedichte für deutschsprachige Zeitschriften, aber zu Wohlstand führte das nicht. In zweiter Ehe heiratete sie den Schweden John Lindgren.
Der Erste Weltkrieg verschärfte ihre Kritik an den politischen, wirtschaftlichen und sozialen Verhältnissen in Europa und Amerika. Sie wandelt sich zur überzeugten Pazifistin und Kommunistin. Mit dem Kriegsausbruch riss der Kontakt in die frühere Heimat vorübergehend ab und wurde erst 1919 wieder aufgenommen. In Briefen an ihre Waldkirchner Freundin Auguste Unertl zeigten sich ihre Sympathien für den Kommunismus und ihre Abneigung gegen Kapitalismus und Kirche. Mit Geld und Sachspenden versuchte sie, die Not im Bayerischen Wald zu lindern, obwohl sie selbst nur wenig hatte. In der Zeit der Prohibition in den USA braute sie in Chicago Bier für ihre Landsleute und den eigenen Bedarf.
Emerenz Meier starb am 28. Februar 1928 in Chicago im Alter von 53 Jahren an den Folgen einer Nierenentzündung.

## Werk
Texte der Emerenz Meier erschienen in Zeitschriften wie Simplicissimus und Die fliegenden Blätter. Sie zeichneten sich durch ihre leidenschaftliche Stellungnahme für Natur und Umwelt des Bayerischen Waldes aus. Ihre Arbeiten stießen beim Publikum durchaus auf Interesse. Von der ländlichen Bevölkerung ihrer Heimatgemeinde Schiefweg soll sie aber als „narrische Verslmacherin“ (verrückte Versmacherin) beschimpft worden sein, nach ihrem Aufenthalt in Passau auch als „Hure“.
Auch in Zeitungen und Kalendern wurden ihre knapp gehaltenen Geschichten und Gedichte veröffentlicht. Emerenz Meier galt unter Literaturfreunden als Naturtalent und sehr befähigte Darstellerin ihrer bäuerlich geprägten Heimat. Im Stadttheater Passau wurden zwei ihrer Erzählungen in dramatisierter Form aufgeführt. Im Stadttheater Ingolstadt wurde 1982 das Theaterstück Emerenz und die Reise ins Amerika uraufgeführt, das auf von Joseph Berlinger zusammengestellten Briefen und Texten von Emerenz Meier sowie auf Zeugnissen zu ihrer Biographie beruht.

## Museum
Im Geburtshaus der Emerenz Meier wurde am 15. Mai 2010 das Museum „Born in Schiefweg“ eingerichtet, das erste Auswanderermuseum in Bayern. Die Zeit der Auswanderungswelle um das Jahr 1900 aus dem Bayerischen Wald wird darin ausführlich dokumentiert.

## Ehrungen

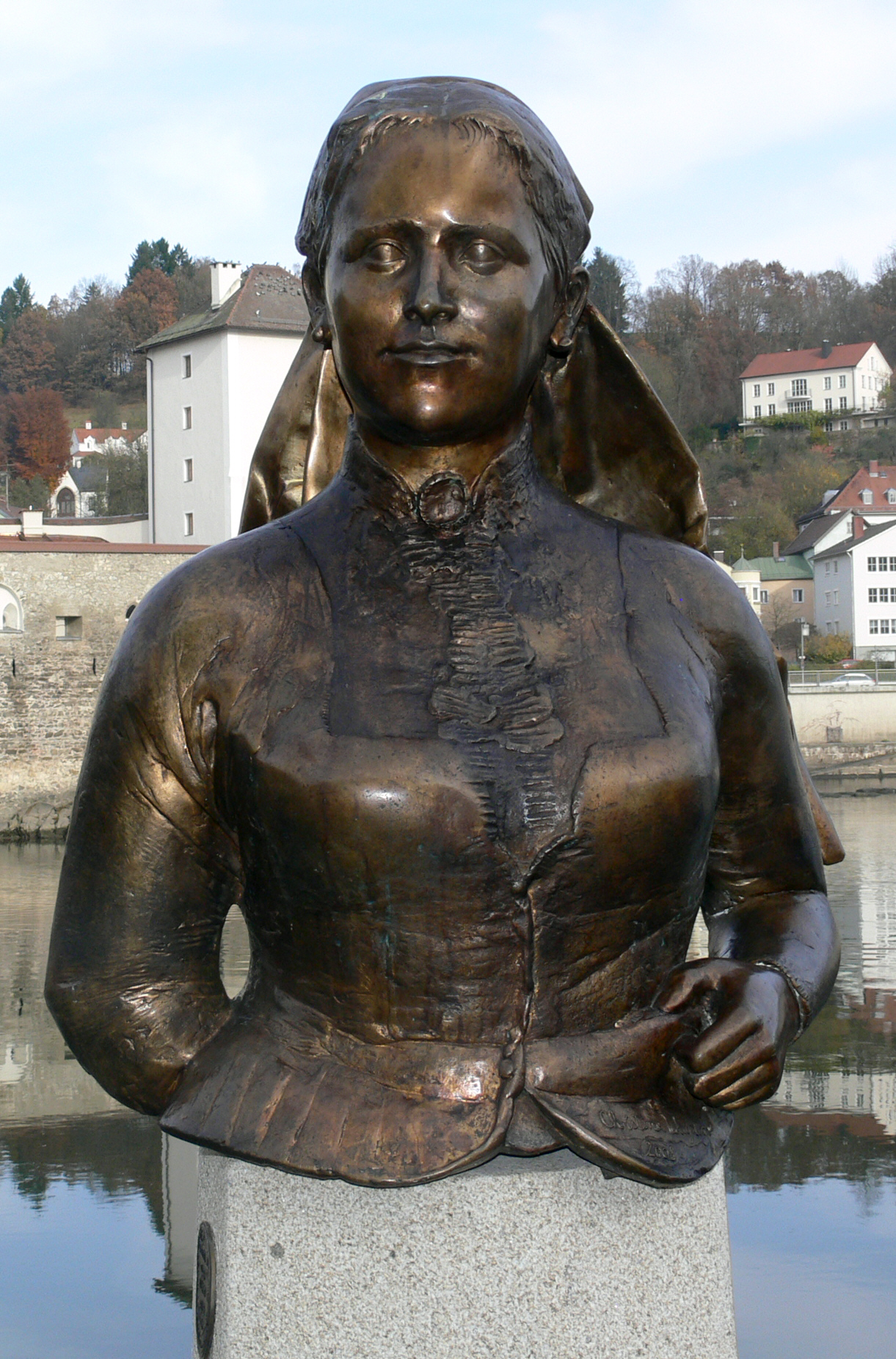
Büste Emerenz Meier in Passau (von Christine Wagner, 2008)

Zum 80. Todestag der Heimatdichterin wurde in Passau ein Denkmal für die Heimatdichterin errichtet, das vom Soroptimist International Club Passau gestiftet wurde. Das 2 m hohe Denkmal, das in der Nähe des ehemaligen Wirtshauses Zum Koppenjäger aufgestellt wurde, wurde von Christine Wagner gestaltet. Auf einem Sockel aus Granit steht eine Bronzeskulptur, die den Oberkörper der Dichterin zeigt. Meier ist im Alter von 30 Jahren dargestellt.
Die 16. Landshuter Literaturtage widmeten sich 2012 dem erst posthum berühmt gewordenen Werk von Emerenz Meier.

## Werke
- Aus dem bayerischen Wald, Erzählungen und Gedichte, Königsberg 1898 (Digitalisat).
- Aus dem bayerischen Wald, Erzählungen und Gedichte. Herausgegeben von Hans Bleibrunner und Alfred Fuchs, Zeichnungen von Josef Fruth. Mit einem Lebensbild der Dichterin von Max Peinkofer und einer Erinnerung Hans Carossas an seine Begegnung mit der Schriftstellerin [im Jahr 1898]. Ergänzter Neudruck der ersten und einzigen Buchpublikation der Autorin zu Lebzeiten. Morsak, Grafenau 1974.
- Aus dem Bayerischen Wald. Vier Erzählungen, Verlag von Thomas und Oppermann, Königsberg i. Pr 1897, mit einer Einleitung von Karl Franz Joseph Weiss unter dem Pseudonym Karl Weiß-Schrattenthal. Neuausgabe Hofenberg, Berlin 2019, ISBN 978-3-7437-3217-9.
- Gesammelte Werke. Herausgegeben von Hans Göttler. 2 Bände. Morsak, Grafenau 1991, ISBN 3-87553-369-0.
- Hans Göttler (Hrsg.): „… des freien Waldes freies Kind“. Ein Emerenz-Meier-Lesebuch. Morsak, Grafenau 2008, ISBN 978-3-86512-032-8.
- Hans Göttler (Hrsg.): Aus dem Bayerischen Wald und aus Chicago. Geschichten, Gedichte und Briefe einer sanften Rebellin. Morsak, Grafenau 2008, ISBN 978-3-86512-156-1.

## Filme
- Schiefweg, deutscher Spielfilm von 1988; Buch und Regie: Jo Baier. Der Film erzählt Szenen aus der Kindheit der Emerenz Meier und dem harten Leben auf dem Land im Bayerischen Wald. Die Hauptrolle der Emerenz Meier spielt die aus Haus bei Bad Kötzting stammende Daniela Schötz.
- Wildfeuer, deutscher Spielfilm von 1991; Buch und Regie: Jo Baier. Die Hauptrolle der Emerenz Meier spielt Anica Dobra.